# Damien Dussaut
Damien Dussaut (Créteil, 8 novembre 1994) è un calciatore francese, difensore dell'UTA Arad.

## Caratteristiche tecniche
Giocatore molto duttile, il suo ruolo principale è quello di terzino destro, ma può essere schierato anche da difensore centrale e da esterno di centrocampo.

## Carriera
Cresciuto nei settori giovanili di Créteil-Lusitanos e Valenciennes, il 20 agosto 2014 firma il primo contratto professionistico con lo Standard Liegi. Il 3 agosto 2015 prolunga fino al 2018 con la squadra belga, ma il 4 gennaio 2016 viene ceduto al Sint-Truiden.
Il 23 gennaio 2019 passa alla Dinamo Bucarest, con cui si lega fino al 2021; dopo pochi mesi si trasferisce al Viitorul Costanza, con cui firma un contratto triennale.

## Statistiche

### Presenze e reti nei club
Statistiche aggiornate all'8 marzo 2020.
| Stagione              | Squadra               | Campionato            | Campionato | Campionato | Coppe nazionali | Coppe nazionali | Coppe nazionali | Coppe continentali | Coppe continentali | Coppe continentali | Altre coppe | Altre coppe | Altre coppe | Totale | Totale |
| Stagione              | Squadra               | Comp                  | Pres       | Reti       | Comp            | Pres            | Reti            | Comp               | Pres               | Reti               | Comp        | Pres        | Reti        | Pres   | Reti   |
| --------------------- | --------------------- | --------------------- | ---------- | ---------- | --------------- | --------------- | --------------- | ------------------ | ------------------ | ------------------ | ----------- | ----------- | ----------- | ------ | ------ |
| 2014-2015             | Standard Liegi        | D1                    | 6+2        | 0          | CB              | 0               | 0               | UCL+UEL            | -                  | -                  | -           | -           | -           | 8      | 0      |
| 2015-gen. 2016        | Standard Liegi        | D1                    | 1          | 0          | CB              | 1               | 0               | UEL                | -                  | -                  | -           | -           | -           | 2      | 0      |
| Totale Standard Liegi | Totale Standard Liegi | Totale Standard Liegi | 9          | 0          |                 | 1               | 0               |                    | -                  | -                  |             | -           | -           | 10     | 0      |
| gen.-giu. 2016        | Sint-Truiden          | D1                    | 8+4        | 0          | CB              | -               | -               | -                  | -                  | -                  | -           | -           | -           | 12     | 0      |
| 2067-2017             | Sint-Truiden          | D1                    | 10+7       | 0          | CB              | 3               | 0               | -                  | -                  | -                  | -           | -           | -           | 20     | 0      |
| 2017-2018             | Sint-Truiden          | D1                    | 20+5       | 2          | CB              | 2               | 0               | -                  | -                  | -                  | -           | -           | -           | 27     | 2      |
| 2018-gen. 2019        | Sint-Truiden          | D1                    | 0          | 0          | CB              | 0               | 0               | -                  | -                  | -                  | -           | -           | -           | 0      | 0      |
| Totale Sint-Truiden   | Totale Sint-Truiden   | Totale Sint-Truiden   | 54         | 2          |                 | 5               | 0               |                    | -                  | -                  |             | -           | -           | 59     | 2      |
| gen.-giu. 2019        | Dinamo Bucarest       | LI                    | 10         | 0          | CR              | -               | -               | -                  | -                  | -                  | -           | -           | -           | 10     | 0      |
| 2019-2020             | Viitorul              | LI                    | 4          | 0          | CR              | 0               | 0               | -                  | -                  | -                  | -           | -           | -           | 4      | 0      |
| Totale carriera       | Totale carriera       | Totale carriera       | 77         | 2          |                 | 6               | 0               |                    | -                  | -                  |             | -           | -           | 83     | 2      |